# ロイ・キニア
ロイ・キニア（Roy Kinnear、1934年1月8日 - 1988年9月20日）は、イングランドの俳優。俳優のロリー・キニアは息子。

## 略歴
イングランド・ランカシャー州ウィガン（1974年以降は大マンチェスター州）生まれ。父はスコットランド出身のプロラグビー選手であるロイ・ミューア・キニア。

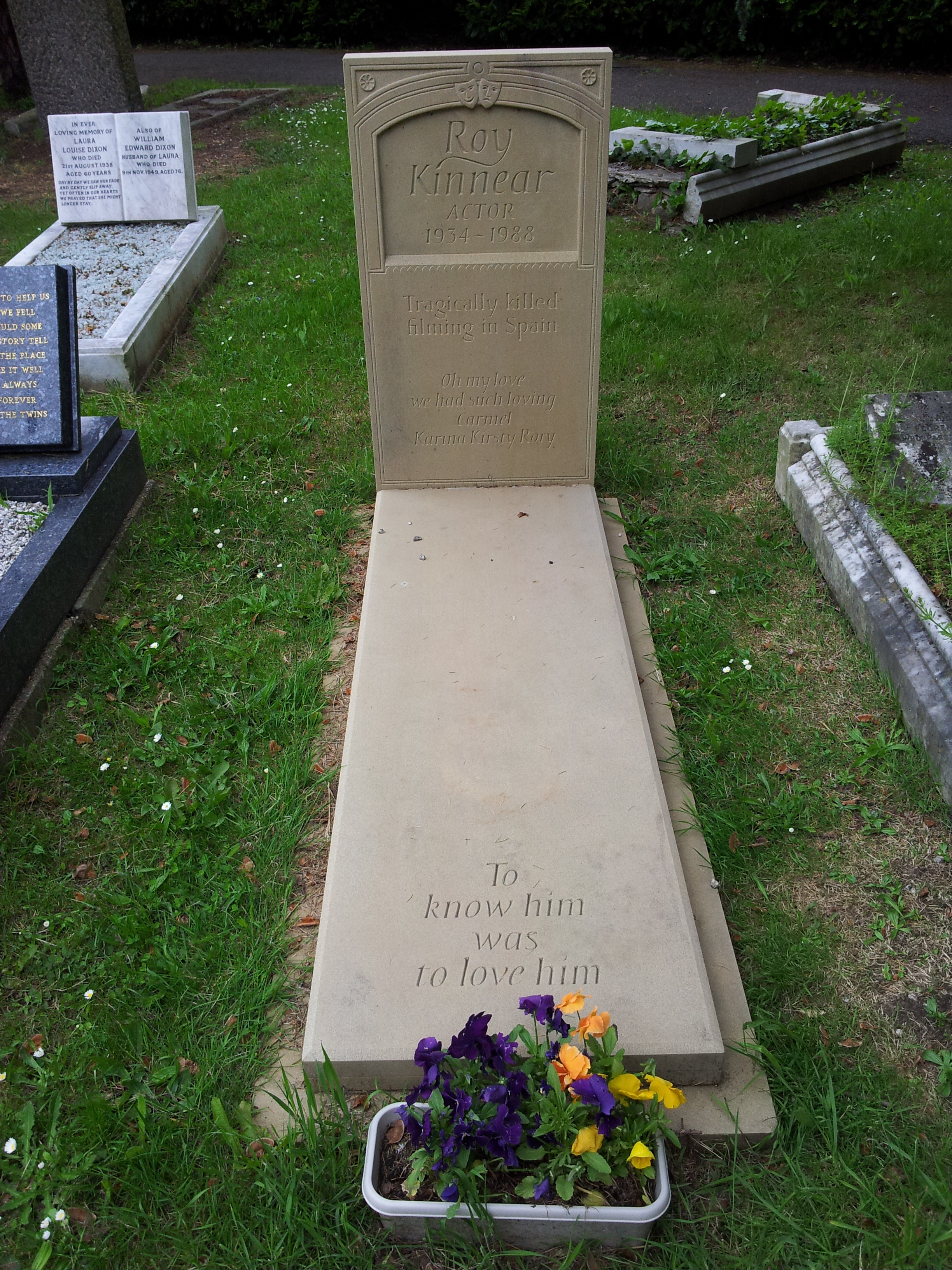
ロンドンのイースト・シーン墓地のロイ・キニアの墓

1988年9月20日、スペインのトレドで『新・三銃士/華麗なる勇者の冒険』の撮影中に落馬し骨盤を骨折、マドリードの病院に運ばれるも死去。54歳であった。同作の監督を務めていたリチャード・レスターは、ロイの事故死をきっかけに劇映画の監督を引退した。

## 出演作品
- 王女とゴブリン The Princess and the Goblin (1990) 遺作 ※アニメーション映画、声の出演
- 新・三銃士/華麗なる勇者の冒険 The Return of the Musketeers (1989)
- わが命つきるとも A Man for All Seasons (1988) ※テレビ映画
- カサノバ Casanova (1987) ※テレビ映画
- ポランスキーの パイレーツ Pirates (1986) ※日本劇場未公開
- ホーク・ザ・スレイヤー/魔宮の覇者 Hawk the Slayer (1980) ※日本劇場未公開
- ロンドン・コネクション The London Connection (1979)
- ウォーターシップダウンのうさぎたち Watership Down (1978) ※アニメーション映画、声の出演
- ラブバッグ/モンテカルロ大爆走 Herbie Goes to Monte Carlo (1977) ※ビデオ発売時のタイトルは『モンテカルロ大爆走』
- 新シャーロック・ホームズ おかしな弟の大冒険 The Adventure of Sherlock Holmes' Smarter Brother (1975)
- 四銃士 The Four Musketeers (1974)
- ジャガーノート Juggernaut (1974)
- 三銃士 The Three Musketeers (1973)
- 不思議の国のアリス Alice's Adventures in Wonderland (1972)
- 原潜ポラリスSOS Madame Sin (1972) ※日本劇場未公開
- 夢のチョコレート工場Willy Wonka & the Chocolate Factory (1971) ※日本劇場未公開
- 真夜中の放火魔 The Firechasers (1971) ※日本劇場未公開
- 小さな恋のメロディ Melody (1971)
- ドラキュラ血の味 Taste the Blood of Dracula (1970)
- ジョン・レノンの 僕の戦争 How I Won the War (1967) ※日本劇場未公開、テレビ放映時のタイトルは『わたしの戦争』
- 恐怖との遭遇 The Deadly Affair (1967) ※日本劇場未公開、WOWOW放映時のタイトルは『死者にかかってきた電話』
- ヘルプ!4人はアイドル Help! (1965)
- 丘 The Hill (1965)
- フレンチ・ドレッシング French Dressing (1964)
- ヘブンズ・アバーブ Heavens Above! (1963) ※日本劇場未公開